# Сье-де-Люшон
Сье-де-Люшо́н (фр. Cier-de-Luchon, окс. Cièr de Luishon) — коммуна во Франции, находится в регионе Юг — Пиренеи. Департамент — Верхняя Гаронна. Входит в состав кантона Баньер-де-Люшон. Округ коммуны — Сен-Годенс.
Код INSEE коммуны — 31142.

## География

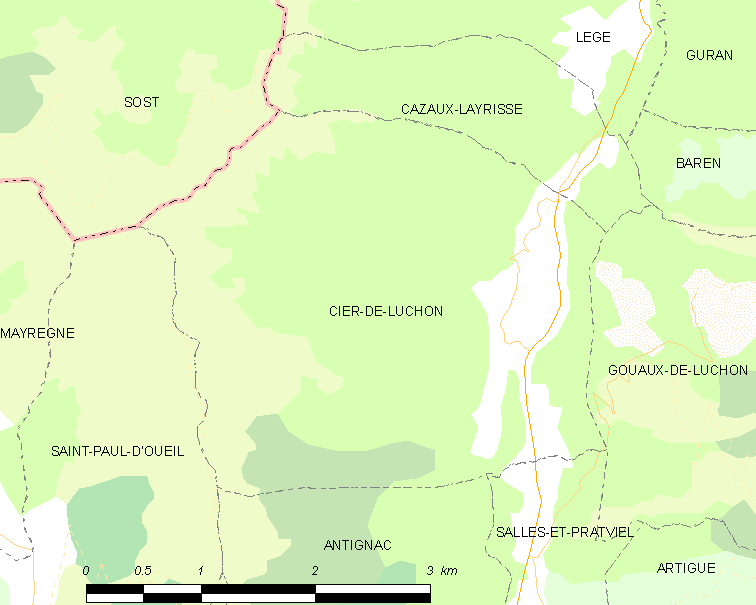
Карта коммуны

Коммуна расположена приблизительно в 680 км к югу от Парижа, в 110 км к юго-западу от Тулузы.
На востоке коммуны протекает река Пик. Большую часть территории коммуны занимают леса.

## Климат
Климат умеренно-океанический. Зима мягкая и снежная, весна характеризуется сильными дождями и грозами, лето сухое и жаркое, осень солнечная. Преобладают сильные юго-восточные и северо-западные ветры.

## Население
Население коммуны на 2010 год составляло 239 человек.
| 1962 | 1968 | 1975 | 1982 | 1990 | 1999 | 2010 |
| ---- | ---- | ---- | ---- | ---- | ---- | ---- |
| 138  | 127  | 124  | 120  | 185  | 222  | 239  |

## Экономика
В 2010 году среди 170 человек трудоспособного возраста (15—64 лет) 130 были экономически активными, 40 — неактивными (показатель активности — 76,5 %, в 1999 году было 73,2 %). Из 130 активных жителей работали 117 человек (59 мужчин и 58 женщин), безработных было 13 (6 мужчин и 7 женщин). Среди 40 неактивных 8 человек были учениками или студентами, 24 — пенсионерами, 8 были неактивными по другим причинам.